# Хаффман, Нейт
Натаниэль Томас (Нэйт) Ха́ффман (англ. Nathaniel Thomas 'Nate' Huffman; 2 апреля 1975, Батл-Крик, Мичиган — 15 октября 2015, там же) — американский баскетболист. Победитель и самый ценный игрок регулярного сезона Супролиги ФИБА 2001 года в составе команды «Маккаби» (Тель-Авив), трёхкратный чемпион Израиля.

## Биография
После окончания школы Нэйт поступил в Публичный колледж Лансинга, где провёл два года, после чего перевёлся в Центральный мичиганский университет. За два года в университете он проявил себя как один из лучших игроков команды. Помимо успехов под кольцом, где он превосходил ростом своих соперников, Хаффман также демонстрировал редкую для центрового способность к дальним броскам. В свой первый сезон в команде он забросил 8 из 15 трёхочковых бросков, а во второй 20 из 47. Хаффман побил командный рекорд по проценту попаданий с игры за карьеру, державшийся десять лет, и оставался лидером по этому показателю в течение следующих шести лет с 58,1% попаданий.
В 1997 году Хаффман, хотя и не был выбран в драфте НБА, заключил договор с командой «лос-Анджелес Клипперс» как свободный агент. Однако в НБА в этом сезоне он так и не попал и провёл год в клубе «Айдахо Стэмпид» в Континентальной баскетбольной ассоциации, где в среднем набирал 11,2 очка и 7,6 подбора за 25 минут игры.
После года в КБА Хаффман подписал контракт с командой «Фуэнлабрада», выступающей в высшем дивизионе чемпионата Испании. В этом сезоне он в среднем проводил на площадке 28 минут и набирал по 12,7 очка и 8,6 подбора за игру и пробился с командой в плей-офф
В 1999 году Хаффман подписал контракт с «Маккаби» (Тель-Авив), лидером израильского баскетбола. Он провёл в клубе три года, завоевав за это время три чемпионских звания и два Кубка Израиля. На международной арене в первый год с «Маккаби» он дошёл до финала Кубка европейских чемпионов, а во второй выиграл Супролигу, один из двух параллельных главных клубных турниров Европы того сезона. В сезоне 2000/2001 года Хаффман был признан MVP регулярного сезона Супролиги и самым ценным игроком чемпионата Израиля. Летом 2001 года клуб НБА «Сан-Антонио Спёрс» предложил Хаффману контракт на минимальную сумму в 332 тысячи долларов, но он отказался в пользу продолжения контракта с «Маккаби», где получал два миллиона.
По окончании третьего сезона с «Маккаби» Хаффман подписал трёхлетний контракт с командой НБА «Торонто Рэпторс» на общую сумму в 5,1 миллиона долларов, но провёл в ней только семь игр. В январе клуб объявил о расторжении контракта, обвинив Хаффмана в том, что тот скрыл при подписании травму колена. Хаффман подал судебный иск, который был решён в его пользу: команда была вынуждена выплатить травмированному центровому всю сумму, оговоренную в контракте. После этого Хаффман уже не выступал, хотя сообщалось о его предстоящем возвращении в Европу.
В 2015 году было объявлено, что у Хаффмана диагностирована терминальная стадия рака мочевого пузыря и что метастазы распространились уже по всему телу, включая лимфатические узлы, печень и лёгкие. Нейт Хаффман умер 15 октября 2015 года в возрасте 40 лет, оставив после себя вдову Мишель и шестилетнего сына Кристиана.

## Статистика

### Статистика в НБА
| Сезон                                                                                    | Команда | Регулярный сезон | Регулярный сезон | Регулярный сезон | Регулярный сезон | Регулярный сезон | Регулярный сезон | Регулярный сезон | Регулярный сезон | Регулярный сезон | Регулярный сезон | Регулярный сезон | Серия плей-офф | Серия плей-офф | Серия плей-офф | Серия плей-офф | Серия плей-офф | Серия плей-офф | Серия плей-офф | Серия плей-офф | Серия плей-офф | Серия плей-офф | Серия плей-офф |
| Сезон                                                                                    | Команда | GP               | GS               | MPG              | FG%              | 3P%              | FT%              | RPG              | APG              | SPG              | BPG              | PPG              | GP             | GS             | MPG            | FG%            | 3P%            | FT%            | RPG            | APG            | SPG            | BPG            | PPG            |
| ---------------------------------------------------------------------------------------- | ------- | ---------------- | ---------------- | ---------------- | ---------------- | ---------------- | ---------------- | ---------------- | ---------------- | ---------------- | ---------------- | ---------------- | -------------- | -------------- | -------------- | -------------- | -------------- | -------------- | -------------- | -------------- | -------------- | -------------- | -------------- |
| 2002/03                                                                                  | Торонто | 7                | 0                | 11,3             | 36,0             | -                | 62,5             | 3,3              | 0,7              | 0,1              | 0,4              | 3,3              | Не участвовал  | Не участвовал  | Не участвовал  | Не участвовал  | Не участвовал  | Не участвовал  | Не участвовал  | Не участвовал  | Не участвовал  | Не участвовал  | Не участвовал  |
|                                                                                          | Всего   | 7                | 0                | 11,3             | 36,0             | -                | 62,5             | 3,3              | 0,7              | 0,1              | 0,4              | 3,3              | Не участвовал  | Не участвовал  | Не участвовал  | Не участвовал  | Не участвовал  | Не участвовал  | Не участвовал  | Не участвовал  | Не участвовал  | Не участвовал  | Не участвовал  |
| Наведите курсор мыши на аббревиатуры в заголовке таблицы, чтобы прочесть их расшифровку. |         |                  |                  |                  |                  |                  |                  |                  |                  |                  |                  |                  |                |                |                |                |                |                |                |                |                |                |                |

### Статистика в NCAA
| Сезон | Команда         | Conf  | Class | GP | GS | MPG  | FG%  | 3P%  | FT%  | RPG  | APG | SPG | BPG | PPG  |
| --- | --------------- | ----- | ----- | -- | -- | ---- | ---- | ---- | ---- | ---- | --- | --- | --- | ---- |
| 1995/96 | Сентрал Мичиган | MAC   | JR    | 20 | 17 | 26,6 | 58,5 | 53,3 | 76,6 | 7,4  | 1,3 | 0,6 | 2,3 | 14,2 |
| 1996/97 | Сентрал Мичиган | MAC   | SR    | 26 |    | 29,6 | 57,9 | 42,6 | 73,4 | 11,0 | 1,8 | 1,1 | 1,8 | 17,2 |
| Всего | Всего           | Всего | Всего | 46 | 17 | 28,3 | 58,1 | 45,2 | 74,2 | 9,4  | 1,6 | 0,9 | 2,0 | 15,8 |
| Наведите курсор мыши на аббревиатуры в заголовке таблицы, чтобы прочесть их расшифровку Статистика приведена с сайта sports-reference.com |                 |       |       |    |    |      |      |      |      |      |     |     |     |      |

### Национальные чемпионаты
| Год               | Команда             | GP                | GS                | MPG               | FG%               | 3P%               | FT%               | RPG               | APG               | SPG               | BPG               | PPG               |
| Чемпионат Израиля | Чемпионат Израиля   | Чемпионат Израиля | Чемпионат Израиля | Чемпионат Израиля | Чемпионат Израиля | Чемпионат Израиля | Чемпионат Израиля | Чемпионат Израиля | Чемпионат Израиля | Чемпионат Израиля | Чемпионат Израиля | Чемпионат Израиля |
| ----------------- | ------------------- | ----------------- | ----------------- | ----------------- | ----------------- | ----------------- | ----------------- | ----------------- | ----------------- | ----------------- | ----------------- | ----------------- |
| 1999-2000         | Маккаби (Тель-Авив) | 20                |                   | 25.0              | 66.7              | 44.4              | 75.8              | 7.3               | 1.4               | 0.6               | 0.0               | 16.0              |
| 1999-2000 (p/o)   | Маккаби (Тель-Авив) | 10                |                   | 32.1              | 63.6              | 16.7              | 69.0              | 7.7               | 2.6               | 0.0               | 0.0               | 18.8              |
| 2000-01           | Маккаби (Тель-Авив) | 26                |                   | 27.8              | 69.9              | 44.4              | 72.9              | 8.0               | 1.8               | 0.8               | 0.0               | 16.7              |
| 2000-01 (p/o)     | Маккаби (Тель-Авив) | 6                 |                   | 30.1              | 75.0              | 50.0              | 71.9              | 8.5               | 2.5               | 0.7               | 0.5               | 18.3              |
| 2001-02           | Маккаби (Тель-Авив) | 26                |                   | 27.6              | 63.1              | 39.1              | 76.6              | 7.5               | 1.6               | 1.0               | 0.7               | 18.8              |
| 2001-02 (p/o)     | Маккаби (Тель-Авив) | 6                 |                   | 26.7              | 75.6              | 42.9              | 81.8              | 9.5               | 1.5               | 0.8               | 0.0               | 17.3              |

### Кубок европейских чемпионов,СупролигаиЕвролига
| Год       | Команда             | GP | GS | MPG  | FG%  | 3P%  | FT%  | RPG | APG | SPG | BPG | PPG  |
| --------- | ------------------- | -- | -- | ---- | ---- | ---- | ---- | --- | --- | --- | --- | ---- |
| 1999-2000 | Маккаби (Тель-Авив) | 24 |    | 33.0 | 54.7 | 44.4 | 79.3 | 9.4 | 1.7 | 1.1 | 0.5 | 18.2 |
| 2000-01   | Маккаби (Тель-Авив) | 24 |    | 29.5 | 55.7 | 66.7 | 74.6 | 9.0 | 1.1 | 1.1 | 0.5 | 17.5 |
| 2001-02   | Маккаби (Тель-Авив) | 20 | 19 | 26.3 | 55.2 | 37.5 | 75.2 | 7.4 | 1.0 | 0.7 | 0.5 | 13.9 |